# Polyeucte de Mélitène
Pour les articles homonymes, voir Polyeucte.
Polyeucte de Mélitène (mort le 10 janvier 259) est un saint arménien. Selon la tradition chrétienne, c'est un riche officier romain de la douzième légion romaine, martyrisé sous le règne de Dèce à Mélitène en Arménie.

## Martyre du saint
Syméon Métaphraste écrit que c'est par admiration pour le zèle de son ami et camarade d'armes Néarque que Polyeucte se convertit au christianisme. Avec la foi des nouveaux convertis, il s'en prend violemment, selon l'hagiographe, au paganisme officiel, détruisant la copie d'un édit de Dèce ordonnant d'honorer les idoles affichées sur l'agora, ainsi que des statues qu'ils rencontrent sur sa route.
Arrêté, il est torturé par les autorités et refuse d'entendre les suppliques de sa famille, sa femme Pauline et son beau-père Felix. Il est ensuite décapité. 

## Culte du saint
Inhumé à Mélitène, il est vénéré dans une église qui lui est dédiée : son existence est attestée dans la vie d'Euthyme le Grand : c'est en effet dans cette église que ses parents prient pour avoir un fils.
À Constantinople, Anicia Juliana fait construire l'église Saint-Polyeucte entre 524 et 527. C'est, au moment où Justinien monte sur le trône, la plus vaste église de la capitale. Les vestiges de ce monument, localisés grâce à une inscription dans le secteur de Saraçhane, ont fait l'objet d'une fouille archéologique systématique à partir de 1960. L'église se caractérise par un décor innovant, introduisant des influences de l'art sassanide dans la sculpture architecturale byzantine.
La fête du saint est célébrée le 13 février dans le calendrier catholique, le 9 janvier dans la liturgie orthodoxe orientale, et le 7 janvier dans l'ancien calendrier arménien. Polyeucte est le saint patron des vœux et des traités.